# عقد 860
عقد 860 هو عقد امتد بين 1 يناير 860 و31 ديسمبر 869 بحسب التقويم الميلادي. سبقه عقد 850 ولحقه عقد 870.

## أحداث
- معركة لالاكيون (863)
- معركة المراكب (869)
- مجمع القسطنطينية الرابع (869)
- معركة فج المركويز (865)
- نوغاتا (861)

## مواليد
- أبو العباس النيريزي (865)
- روبير الأول ملك فرنسا (860)
- عبد الله بن المعتز (861)
- أحمد بن سليمان النجاد (867)
- ابن المنادي (869)
- أبو بكر محمد بن داود الظاهري (868)
- أبو مزاحم الخاقاني (862)
- أبو بكر الشبلي (861)
- أبو بكر الرازي (865)
- بالدوين الثاني، مارغريف فلاندرز (863)
- جعفر الخلدي (867)

## وفيات
- أنسغار (865)
- أبو إبراهيم أحمد بن محمد بن الأغلب (863)
- أحمد المستعين بالله (866)
- عيسى بن زيد الشهيد (861)
- موسى بن موسى (862)
- أبو الفضل جعفر المتوكل على الله (861)
- خيرولف الأول من فريزيا (865)
- علي الهادي (868)
- أبو محمد زيادة الله بن محمد (864)
- بيفين من غورز (863)
- أديلايد من تور (866)

## كتب
- Yves Denis Papin (1998). Chronologie de l'histoire ancienne. Lieu de publication non identifié: Éditions Jean-paul Gisserot. ISBN:2-87747-346-5. OCLC:40746926. مؤرشف من الأصل في 2022-03-16.
- موسوعة حضارة العالم (2002) لأحمد محمد عوف.

## روابط خارجية
- تصفح سنة بسنة عقد 860 على موقع onthisday.com
- تصفح سنة بسنة عقد 860 ابتداءً من سنة عقد 860 على موقع المكتبة الوطنية الفرنسية